# Osos Rivas
Osos Rivas, auch Osos Rivas Madrid, ist ein American-Football-Verein aus Rivas-Vaciamadrid, einem Vorort der spanischen Hauptstadt Madrid. Osos ist das spanische Wort für Bär.

## Geschichte
Der Verein wurde im Frühjahr 1989 als Madrid Bears als eine der ersten Mannschaften im Großraum Madrid gegründet. Er entstand auf Initiative von Mitgliedern des Leichtathletikvereins Asociación Atlética Moratalaz und von Sportlern, die in den USA studiert hatten. Unterstützt wurden sie von der Besatzung des US-Luftwaffenstützpunkts Torrejón de Ardoz. Im ersten Spiel empfing man die Barcelona Búfals, denen man vor 500 Zuschauern mit 6:14 unterlag.
Mit der Anmeldung für den Spielbetrieb an der II Liga Nacional änderte er seinen Namen in Osos de Madrid. Die II Liga Nacional war 1989/90 die zweite Ausgabe eines Football-Wettbewerbs in Spanien, organisiert durch den katalanischen Verband. Die Osos erreichten das Halbfinale. Im Pokalwettbewerb II Supercopa zogen die Osos ins Finale ein und unterlagen dort vor 25.000 im Olympiastadion Barcelona den Barcelona Boxers.
In den folgenden Jahren beteiligten sich die Osos an der neu gegründeten Spain Football League (1991–93) und American Football League (1993/94). In allen drei Spielzeiten erreichten die Osos das Halbfinale. 1994 vereinigten sich die konkurrierenden Ligen zur Liga Nacional de Fútbol Americano (LNFA). Für die Osos fällt die Gründung der LNFA mit einem Generationswechsel der Spieler zusammen, so dass sie vorerst nur auf den hinteren Plätzen zu finden sind.
Ab 1999 begann eine erfolgreiche Phase für den Verein. In dieser Saison schafften die Osos ohne Niederlage den Einzug ins Finale, ohne dass sie ausländische Importspieler aufstellten. Im Finale unterlagen sie den Badalona Drags mit 12:52. Durch den Finaleinzug nahmen sie an der European Football League (EFL) 2000 teil, scheiterten jedoch in der ersten Qualifikationsrunde an den Aix-en-Provence Argonautes. Im Jahr 2000 verlegten die Osos ihren Sitz nach Rivas, der am stärksten wachsenden Stadt Europas 15 Kilometer südöstlich von Madrid. Entsprechend nahmen sie den Namen Osos Rivas an. In der Saison 2001 wurden die Osos erstmals Meister und holten auch den spanischen Pokal. Weiterhin spielten die Osos ohne Importspieler. Auf in der folgenden Saison zog man ins Ligafinale ein, unterlag jedoch den Badalona Drags. Den Pokal konnte man hingegen verteidigen. In der European Football League 2002 scheiterte man erneut in der ersten Runde. In der Saison 2003 konnten die Osos zum dritten Mal in Folge den Pokal gewinnen. In der Liga reichte es zum Halbfinale, während man auf die EFL verzichtete. 2004 zog man zum vierten Mal in Folge ins Pokalfinale ein – zum vierten Mal in Folge gegen die Badalona Dracs –, verlor jedoch diesmal mit 0:3.
Erneut kam es zu einem Umbruch und der Verein konzentrierte sich zunehmend auf die Nachwuchsarbeit. Von 2006 bis 2009 zogen die Osos wieder vier Mal in Folge ins Pokalfinale ein, 2007 und 2009 konnte man jeweils den Pokal gewinnen. In der Saison 2007 spielte man im EFAF Cup, musste in zwei Spielen jedoch zwei Niederlagen hinnehmen. In der Liga erreichte man von 2008 bis 2010 jeweils das Halbfinale. Nach einer schwachen Saison 2011 gelang 2012 erneut der Einzug in den Spanish Bowl. Hier unterlag man L’Hospitalet Pioners mit 47:24.
In der Saison 2015/16 wurden die Mannschaften aus der Region Madrid aus dem Spielbetrieb der LNFA ausgeschlossen, weil sie zu wenig Jugendmannschaften nachweisen konnten. In der Saison 2016/17 spielten die Osos in der zweitklassigen Serie B und schafften den Wiederaufstieg in die vergrößerte Liga A, die seitdem in regionalen Gruppen spielt. Die Osos konnten in den Folgejahren jeweils in die Playoffs einziehen, größere Erfolge blieben jedoch vorerst aus.
Die Saison 2021/22 wurde dann wieder eine erfolgreiche Spielzeit für die Osos. Im Dezember 2021 gewann man zum sechsten Mal den Pokal, mal wieder gegen die Badalona Dracs. In der Liga gewann man in einer perfekten Saison, also ohne Niederlage, den zweiten Meistertitel. Im Finale besagte man den Lokalrivalen Las Rozas Black Demons mit 28:12. Auch in der folgenden Spielzeit zogen die Osos ins Finale gegen die Black Demons ein, unterlagen jedoch mit 13:22. Das Finale galt gleichzeitig als erste Runde der Central European Football League 2023.

## Erfolge
- 2 Mal Spanischer Meister: 2001, 2022
- 5 Mal Spanischer Vizemeister: 1999, 2002, 2012, 2023, 2024
- 6 Mal Spanischer Pokalsieger: 2001, 2002, 2003, 2007, 2009, 2022